# John Ballard
John Ballard, född 14 april 1951, är en skotsk sångare, låtskrivare, musikproducent och musikförläggare. Han bor och verkar i Göteborg där han driver inspelningsstudion Tuff Studios. Han har bland annat producerat Ace of Base (deras första tre album), samt varit med om att skriva några av deras låtar. På 1980-talet gav Ballard ut ett flertal album och singlar under eget namn.

## Melodifestivalen
Ballard tävlade själv i Melodifestivalen två gånger under 1980-talet:
- 1983: "Bara en enda gång" (duett med Ann-Louise Hanson), 5:a
- 1984: "Rendez-Vous", 3:a
- 2013: Kompositör till Azerbajdzjans bidrag "Hold Me", 2:a i Eurovision Song Contest
- 2014: Kompositör till Rysslands bidrag "Shine", 7:a i Eurovision Song Contest[3]
- 2016: Kompositör till Rysslands bidrag "You're The Only One", 3:a i Eurovision Song Contest.

## Diskografi

### Egna album
- 1983 – Big Blue Eyes
- 1983 – Ann-Louise & John  Med Ann-Louise Hanson
- 1984 – Rendez-Vous
- 1985 – Party Going On
- 1986 – Standing in the Shadows

### Egna singlar
- 1980 – "Here Comes the Light"
- 1982 – "The Search"
- 1982 – "Lovesong"
- 1983 – "Bara en enda gång" med Ann-Louise Hanson
- 1984 – "Rendez-Vous"
- 1985 – "Take Me Back"
- 1986 – "Ta mej med"
- 1989 – "Underground"

### Produktioner åt andra
| År   | Artist(er)  | Låt              |
| ---- | ----------- | ---------------- |
| 1992 | Ace of Base | Happy Nation     |
| 1993 | Ace of Base | The Sign         |
| 1995 | Ace of Base | The Bridge       |
| 1998 | Ace of Base | Life Is a Flower |

| År   | Artist(er)         | Låt                   | Info                                                                   |
| ---- | ------------------ | --------------------- | ---------------------------------------------------------------------- |
|      | Ace of Base        | No Stranger to Love   |                                                                        |
|      | Ace of Base        | Mercy Mercy           |                                                                        |
|      | Ace of Base        | Angel of Love         | Outgiven                                                               |
|      | Ace 0f Base        | Look Around Me        | Outgiven                                                               |
| 1995 | Ace of Base        | It's a Beautiful Life | Album: The Bridge                                                      |
| 1995 | Ace of Base        | Que Sera              | Album: The Bridge                                                      |
| 1995 | Ace of Base        | Edge of Heaven        | Album: The Bridge                                                      |
| 1995 | Ace of Base        | Perfect World         | Album: The Bridge                                                      |
| 1998 | Ace of Base        | I Pray                | Album: Flowers                                                         |
| 1998 | Ace of Base        | Don't Go Away         | Album: Cruel Summer & Flowers                                          |
| 2013 | Färid Mämmädov     | Hold Me               | Texten till Azerbajdzjans bidrag i ESC 2013, som hamnade på 2:a plats. |
| 2014 | Tolmachevy Sisters | Shine                 | Rysslands bidrag i ESC 2014, som hamnade på 7:e plats.                 |
| 2016 | Sergey Lazarev     | You Are the Only One  | Texten till Rysslands bidrag i ESC 2016.                               |
| 2017 | Demy               | This Is Love          | Texten till Greklands bidrag i ESC 2017.                               |
| 2018 | Doredos            | My Lucky Day          | Texten till Moldaviens bidrag i ESC 2018.                              |

Ballard har skrivit låtar till Melodifestivalen och själv deltagit två gånger som artist på 1980-talet.
| År   | Artist(er)                     | Låt               | Info                                          |
| ---- | ------------------------------ | ----------------- | --------------------------------------------- |
| 1983 | John Ballard/Ann-Louise Hanson | Bara en enda gång | Hamnade på 5:e plats i Melodifestivalen 1983. |
| 1984 | John Ballard                   | Rendez-Vous       | Hamnade på 3:e plats i Melodifestivalen 1984. |